# A caccia sul terrazzo
A caccia sul terrazzo (Pent-House Mouse) è un film del 1963 diretto da Chuck Jones e Maurice Noble. È il primo dei 34 cortometraggi animati della serie Tom & Jerry prodotti da Jones con il suo studio Sib-Tower 12 Productions. A caccia sul terrazzo riportò la produzione della serie a Hollywood dopo un'assenza di cinque anni (i precedenti 13 corti erano stati prodotti in Cecoslovacchia e diretti da Gene Deitch). Il film venne distribuito dalla Metro-Goldwyn-Mayer il 27 luglio 1963.

## Trama
Tom si sta rilassando nel giardino di una penthouse. Jerry invece è affamato e, vedendo un panierino sull'asse di un grattacielo in costruzione, ci entra per mangiarne il contenuto. Tuttavia l'asse viene sollevata e il panierino cade giù dall'alto, finendo in faccia a Tom. Il gatto cerca quindi di farsi un panino con dentro Jerry, ma quest'ultimo riesce a sfuggirgli. Tom inizia così a inseguire Jerry, arrivando in varie zone del grattacielo in costruzione. L'inseguimento si conclude quando Tom, fuori controllo su un barile che rotola, finisce in un edificio che ospita una mostra canina. Jerry può quindi prendere il posto di Tom nel giardino della penthouse.